# John Faulkner
John Faulkner (Orpington, 1948. március 10. – 2017. december 28.) angol labdarúgó, hátvéd, edző.

## Pályafutása
1967 és 1969 között a Cray Wanderers csapatában kezdte a labdarúgást, majd az 1969–70-es idényben a Sutton United köveztekett. 1970 és 1972 között a Leeds United, 1972 és 1978 között a Luton Town labdarúgója volt. 1978-ban az Egyesült Államokba szerződött. 1980-ig a Memphis Rogues játékosa volt. 1980-81-ben a California Surf csapatában szerepelt.
1992 és 1998 között a Norwich City segédedzője volt, 1998-ban ideiglenesen a csapat vezetőedzőjeként tevékenykedett.